# OFC Champions League
| Jahr    | Sieger des OFC Champions Cup    |
| ------- | ------------------------------- |
| 1987    | Adelaide City                   |
| 1999    | South Melbourne FC              |
| 2001    | South Coast Wolves              |
| 2005    | Sydney FC                       |
| 2006    | Auckland City FC                |
| Saison  | Sieger der OFC Champions League |
| 2007    | Waitakere United                |
| 2007/08 | Waitakere United                |
| 2008/09 | Auckland City FC                |
| 2009/10 | Hekari United FC                |
| 2010/11 | Auckland City FC                |
| 2011/12 | Auckland City FC                |
| 2012/13 | Auckland City FC                |
| 2013/14 | Auckland City FC                |
| 2014/15 | Auckland City FC                |
| 2016    | Auckland City FC                |
| 2017    | Auckland City FC                |
| 2018    | Team Wellington                 |
| 2019    | Hienghène Sport                 |
| 2020    | abgebrochen                     |
| 2022    | Auckland City FC                |
| 2023    | Auckland City FC                |
| 2024    | Auckland City FC                |
| 2025    | Auckland City FC                |

Die OFC Champions League ist ein Fußball-Vereinswettbewerb in Ozeanien, der von der Oceania Football Confederation (OFC) organisiert und 1987 erstmals, noch unter der Bezeichnung OFC Champions Cup, ausgetragen wurde. Er ist, wenn auch deutlich leistungsschwächer, vergleichbar mit den analogen Champions-League-Wettbewerben in Europa, Afrika, Asien, Nord- und Mittelamerika sowie Südamerika. Derzeit ist der Hauptwettbewerb nur den Meistern und Vizemeistern aus den sieben leistungsstärkeren Verbänden der OFC vorbehalten. Dies sind Fidschi, Neukaledonien, Neuseeland, Papua-Neuguinea, die Salomonen, Tahiti und Vanuatu. Für die Meister aus den leistungsschwächeren Verbänden Amerikanisch-Samoa, Cookinseln, Samoa und Tonga wurde ab 2012 eine Qualifikationsrunde eingeführt. Die beiden bestplatzierten dieser Qualifikationsrunde sind dann jeweils für die Gruppenphase der OFC Champions League qualifiziert.
Der Sieger qualifizierte sich bis 2023 für die jährlich ausgetragene FIFA-Klub-Weltmeisterschaft, seit 2024 für den neu geschaffenen, jährlich stattfindenden FIFA-Interkontinental-Pokal. Die 2026 startende OFC Professional League wird jedoch die Vergabe dieses Startplatzes übernehmen.
Rekordsieger ist Auckland City aus Neuseeland mit dreizehn Titeln.

## Geschichte

Früheres Logo

Erstmals fand 1987 im australischen Adelaide ein Wettkampf zwischen ozeanischen Mannschaften statt, der allerdings höchstwahrscheinlich nur inoffiziellen Charakter trug. Anlass für ein offizielles Turnier unter der Ägide des Kontinentalverbands OFC bot die FIFA-Klub-Weltmeisterschaft 2000, zu der auch Ozeanien einen Teilnehmer entsenden sollte. Auch Anfang 2001 fand ein OFC Champions Cup statt. Die Klub-WM wurde jedoch von der FIFA abgesagt und der Wettbewerb vorerst eingestellt.
Da die FIFA für 2005 die Rückkehr der Klub-WM ankündigte, kam es zur Neuauflage des OFC Champions Cups. Mit Sydney FC gewann zum vierten Mal in Folge eine australische Mannschaft. Es sollte auch das letzte Mal sein, da der Australische Fußballverband im selben Jahr zur AFC wechselte. 2006 siegte der neuseeländische Verein Auckland City FC, der Ozeanien bei der FIFA-Klub-Weltmeisterschaft 2006 vertreten hat.
Seit 2007 trägt das Turnier den Namen OFC Champions League. Die ersten beiden Siege errang Waitakere United.

## Modus
Ab 2017 galt folgender Modus: Der eigentlichen Gruppenphase mit den jeweiligen Meistern und Vizemeistern aus den sieben spielstärksten Ländern Fidschi, Neuseeland, Neukaledonien, Papua-Neuguinea, Salomonen, Tahiti und Vanuatu ist eine Qualifikationsrunde mit den Meistern aus Amerikanisch-Samoa, den Cookinseln, Samoa und Tonga vorgeschaltet. Diese vier Mannschaften spielen in Turnierform in einer einfachen Ligarunde Jeder gegen Jeden. Die beiden Erstplatzierten der Qualifikation komplettieren das Starterfeld der insgesamt sechzehn Mannschaften der Gruppenphase.
In dieser wird in vier Gruppen zu je vier Mannschaften an vorab festgelegten Spielorten in Turnierform ebenfalls einmal Jeder gegen Jeden gespielt. Die vier Gruppensieger erreichen das Halbfinale. Deren Sieger wiederum erreichen das Finale, welches wie die Halbfinalspiele zuvor in Hin- und Rückspiel ausgetragen wird.
Mit der Saison 2022 gab es eine weitere Änderung. Die Gruppenphase besteht nur noch aus zwei Vierergruppen. In der Qualifikation spielen die schwächsten Verbände in einer Vorrunde einen Teilnehmer für die Gruppenphase aus. Die anderen sieben Teilnehmer werden in den „nationalen Playoffs“ ausgespielt. Hier treten jeweils Verbandsintern Meister und Vizemeister gegeneinander an. Der Gewinner erreicht die Gruppenphase. Durch die Änderung sollten Reisekosten der Teams minimiert werden.

## Ranglisten
Der erfolgreichste Verein ist Auckland City FC, der den letzten OFC Champions Cup (2006) und den ersten „OFC-Wettbewerb ohne australische Beteiligung“ gewinnen konnte, bevor dieser in OFC Champions League umbenannt wurde. 2009, 2011, 2012, 2013, 2014 und 2015 konnten sie den Wettbewerb erneut für sich entscheiden. Die härtesten Konkurrenten sind die nationalen Rivalen Waitakere United und Team Wellington. Die beiden erreichten jeweils viermal das Finale der OFC Champions League, doch im Gegensatz zu Auckland konnte man nicht alle Partien für sich entscheiden. Waitakere gewann 2007 und 2008 und Wellington 2018 den Wettbewerb.
Die ersten vier OFC Champions Cups wurden unter vier australischen Vereinen verteilt, den zweimaligen  Meistern South Coast Wolves und dem Sydney FC, dem dreimaligen Meister Adelaide City und dem viermaligen Titelträger South Melbourne FC, deren Siegeszug durch den Verbandswechsel nach Asien beendet wurde. Mit zwei Ausnahmen dominierten seitdem die Vereine aus Neuseeland den Wettbewerb. 2010 gelang dem vierfachen papua-neuguineischen Meister Hekari United FC die favorisierte Mannschaft Waitakere United aus Neuseeland zu schlagen. 2019 schaffte es zum ersten Mal nach 2006 kein neuseeländischer Verein ins Finale; Hienghène Sport setzte sich im rein neukaledonischen Endspiel gegen AS Magenta durch.
| Rang | Verein             | Titel | Jahr(e)                                                                      |
| ---- | ------------------ | ----- | ---------------------------------------------------------------------------- |
| 1    | Auckland City FC   | 13    | 2006, 2009, 2011, 2012, 2013, 2014, 2015, 2016, 2017, 2022, 2023, 2024, 2025 |
| 2    | Waitakere United   | 2     | 2007, 2008                                                                   |
| 3    | Adelaide City      | 1     | 1987                                                                         |
| 3    | Hekari United FC   | 1     | 2010                                                                         |
| 3    | Hienghène Sport    | 1     | 2019                                                                         |
| 3    | South Coast Wolves | 1     | 2001                                                                         |
| 3    | South Melbourne FC | 1     | 1999                                                                         |
| 3    | Sydney FC          | 1     | 2005                                                                         |
| 3    | Team Wellington    | 1     | 2018                                                                         |

| Rang | Land            | Titel |
| ---- | --------------- | ----- |
| 1    | Neuseeland      | 16    |
| 2    | Australien      | 4     |
| 3    | Neukaledonien   | 1     |
| 3    | Papua-Neuguinea | 1     |